# 人間原理
人間原理（にんげんげんり、英語: anthropic principle）とは、物理学、特に宇宙論において、宇宙の構造の理由を人間の存在に求める考え方。「宇宙が人間に適しているのは、そうでなければ人間は宇宙を観測し得ないから」という論理を用いる。これをどの範囲まで適用するかによって、いくつかの種類がある。
人間原理を用いると、宇宙の構造が現在のようである理由の一部を解釈できるが、これを自然科学的な説明に用いることについては混乱と論争がある。

## 宇宙の物理法則と生命の関係
物理学上で、自然法則とその中に現れる物理定数が求められている値がある。また、一般的に世界は3次元空間であるといわれる。それらがごくわずかでも異なる法則・値・空間・条件であれば以下のようなものはありえなかったと推測されている。
- 目に見える物体を構成する原子が存在する
- 多種多様な天体が存在するような宇宙の姿
- あらゆる生命活動に必要なエネルギーを放出している太陽のような恒星が存在する
- 人間のような高度な知的生命が存在する

しかし、現実としてこれらは存在しており、法則・値・空間はその条件を満たしている（「微調整された宇宙」と呼ばれる）。この状況に対して与えることが可能な一つの説明が人間原理である。
人間原理は自然主義的なアプローチであるが、他方で、超越的な存在を仮定する立場の説明に創造論あるいはインテリジェント・デザインがある。

## 弱い人間原理
大数仮説が成立する時に人間が存在している不思議さを、人間の存在による必然と考えたのがロバート・H・ディッケである。ディッケは宇宙の年齢が偶然ではなく、人間の存在によって縛られていることを示した。それによれば、宇宙の年齢は現在のようなある範囲になければならないという。なぜなら、宇宙が若すぎれば、恒星内での核融合によって生成される炭素などの重元素は星間に十分な量存在することができないし、逆に年をとりすぎていれば、主系列星による安定した惑星系はなくなってしまっているからである。このように宇宙の構造を考える時、人間の存在という偏った条件を考慮しなければならないという考え方を弱い人間原理と呼ぶ。

## 強い人間原理
ブランドン・カーターはこれをさらに進めて、「知的生命体が存在し得ないような宇宙は観測され得ない。よって、宇宙は知的生命体が存在するような構造をしていなければならない」という「強い人間原理」を示した。

## 参加型人間原理（参加型宇宙論）
アメリカの物理学者、ジョン・ホイーラーは参加型宇宙というキーワードを打ち出した。

## 関連する理論
ジョージ・エリスは、通説となっている膨張するモデル宇宙に対して、裸の特異点のあるモデル宇宙を提唱し、地球は特異点と正反対の最も遠い場所に位置すると提唱した。物質の密度が特異点付近ほど濃いため、銀河の分布は一様ではなく、地球の周りでは極めて薄いとされる。このように物質の分布が偏っていると光の赤方偏移が生じ、地球からは各銀河が遠ざかっているように見える。そして、地球がなぜ裸の特異点と正反対に位置するかと言えば、特異点に近づくほど温度が高くなるなど、生物の存在に適さない環境となるため、生物＝人間が存在する地球は、特異点から最も離れているべきとする。
スティーヴン・ホーキングは、宇宙の時間が逆転する可能性を述べた上で、そのような現象を人間は観測できないとした。人間が宇宙を観測する時、それは人間の脳に記憶として蓄積されるが、時間が逆転すれば記憶は失われていくので、観測は不可能になる。よって、時間が過去から未来へと進むのは、人間がそのような時間の流れる宇宙しか観測できないからとした。